# Morzsahegy
Morzsahegy (horvátul: Merhatovec) falu Horvátországban, Muraköz megyében. Közigazgatásilag Szelencéhez tartozik.

## Fekvése
Csáktornyától 12 km-re északnyugatra, községközpontjától Szelencétől 4 km-re délre a Muraközi-dombság területén fekszik.

## Története
A település 1229-ig a Hahót nemzetség Arnold ágának birtoka volt. Első írásos említése 1458-ban "Poss. Marhattowcz" alakban történt. 1477-ben "Maratocz" alakban említik.
Régen Marhartföldének is hívták, a csáktornyai uradalom része volt. Az uradalommal együtt 1456-ig a Cillei család birtoka volt. Ezután a Cilleiek többi birtokával együtt Vitovec János horvát bán szerezte meg, de örökösei elveszítették. Hunyadi Mátyás Ernuszt János budai nagykereskedőnek és bankárnak adományozta, aki megkapta a horvát báni címet is. 1540-ben a csáktornyai Ernusztok kihalása után az uradalom rövid ideig a Keglevich családé. 
1546-ban I. Ferdinánd király adományából a Zrínyieké lett. Miután Zrínyi Pétert 1671-ben felségárulás vádjával halálra ítélték és kivégezték minden birtokát elkobozták, így a birtok a kincstáré lett.  A király 1719-ben szolgálatai jutalmául elajándékozta Althan Mihály János cseh nemesnek. 1791-ben gróf Festetics György vásárolta meg és ezután 132 évig a tolnai Festeticsek birtoka volt.
1920 előtt Zala vármegye Csáktornyai járásához tartozott. 1941 és 1944 között ismét Magyarországhoz tartozott. 2001-ben 160 lakosa volt.

## Külső hivatkozások
- Szelence község hivatalos oldala
- Szelence a Muraköz információs portálján